# Znak Dziedzictwa Europejskiego

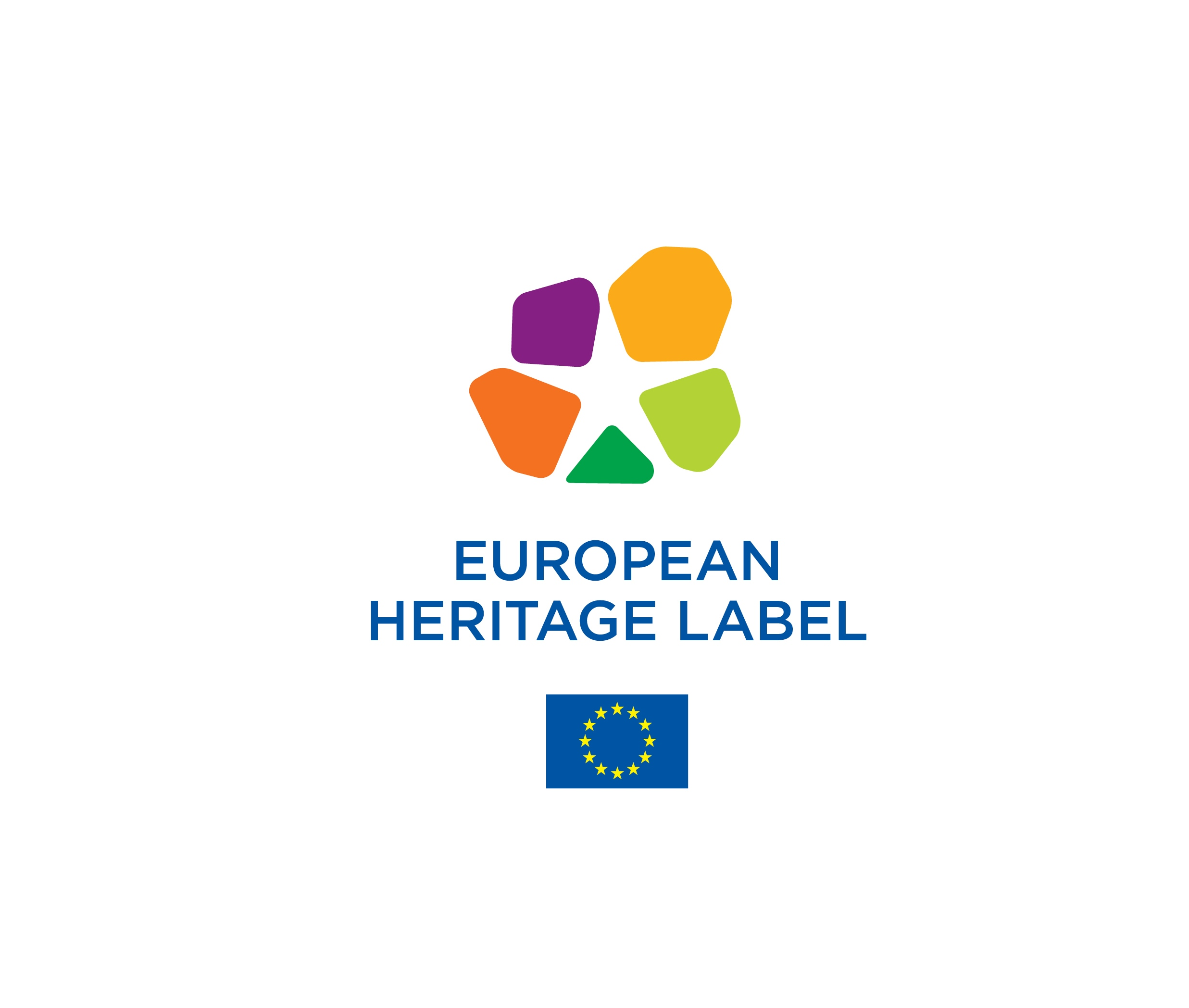
Logo Znaku Dziedzictwa europejskiego

Znak dziedzictwa europejskiego (ang. European Heritage Label; fr. Label du patrimoine européen) przyznawany jest przez Unię Europejską budynkom, dokumentom, muzeom, archiwom, zabytkom lub wydarzeniom, które są postrzegane jako istotne dla tożsamości europejskiej. Programem zarządza Komisja Europejska, a znak przyznawany jest obiektom materialnym i niematerialnym na terenie krajów członkowskich Unii Europejskiej. Uczestnictwo w programie potwierdziło 25 państw członkowskich: Austria, Belgia, Bułgaria, Chorwacja, Cypr, Czechy, Dania, Estonia, Finlandia, Francja, Grecja, Hiszpania, Holandia, Litwa, Luksemburg, Łotwa, Malta, Niemcy, Polska, Portugalia, Rumunia, Słowenia, Słowacja, Węgry, Włochy.
Do grudnia 2023 roku znak przyznano 60 obiektom. W Polsce Znak otrzymały:
- Konstytucja 3 Maja
- Stocznia Gdańska
- Zabytki Lublina związane z Unią Lubelską
- Cmentarz wojenny nr 123 Łużna-Pustki
- Miejsce Pamięci Narodowej w Łambinowicach
- Wzorcowe osiedle we Wrocławiu (WuWa) wraz z innymi osiedlami Werkbundu.

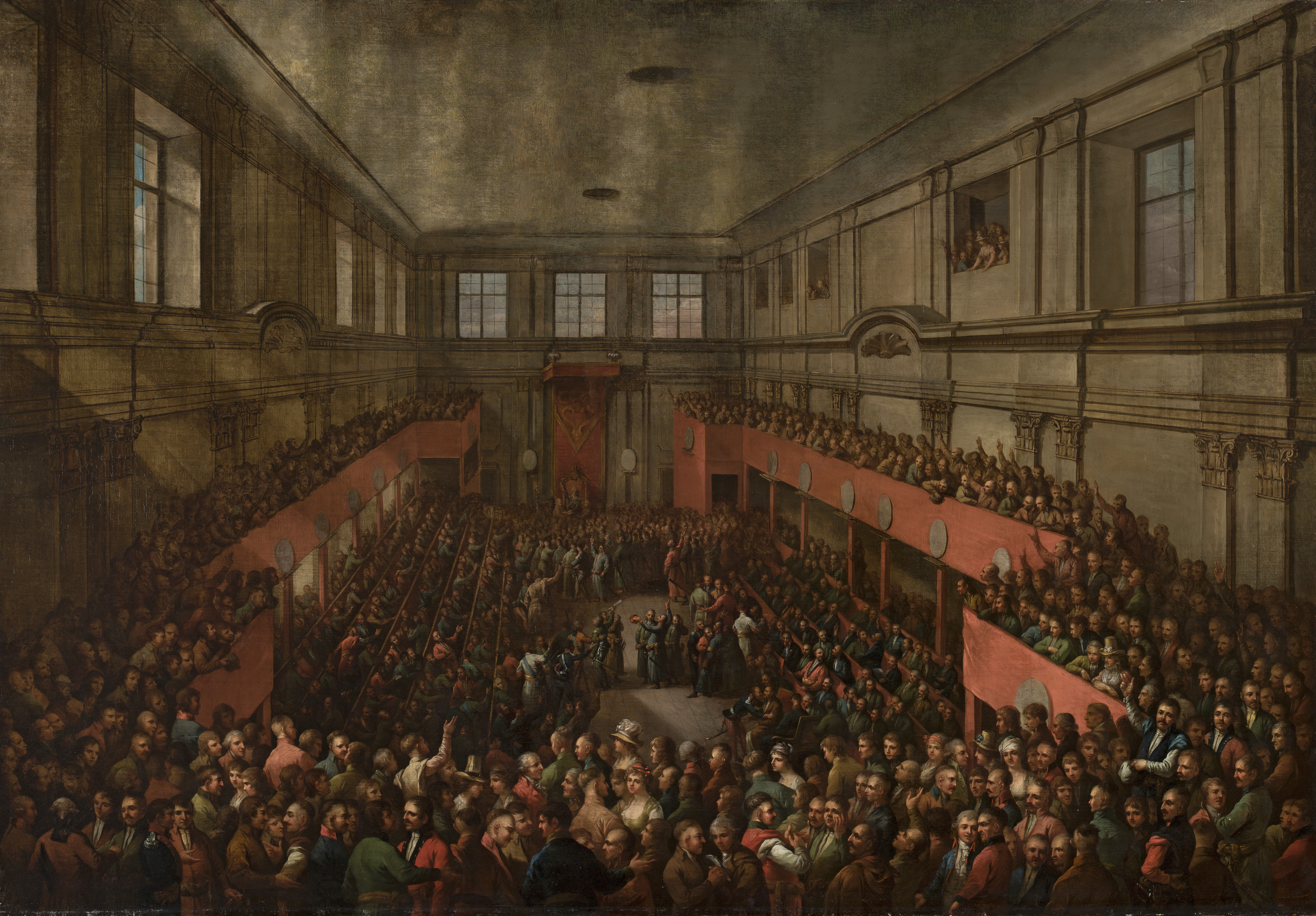
Kazimierz Wojniakowski, Uchwalenie Konstytucji 3 Maja
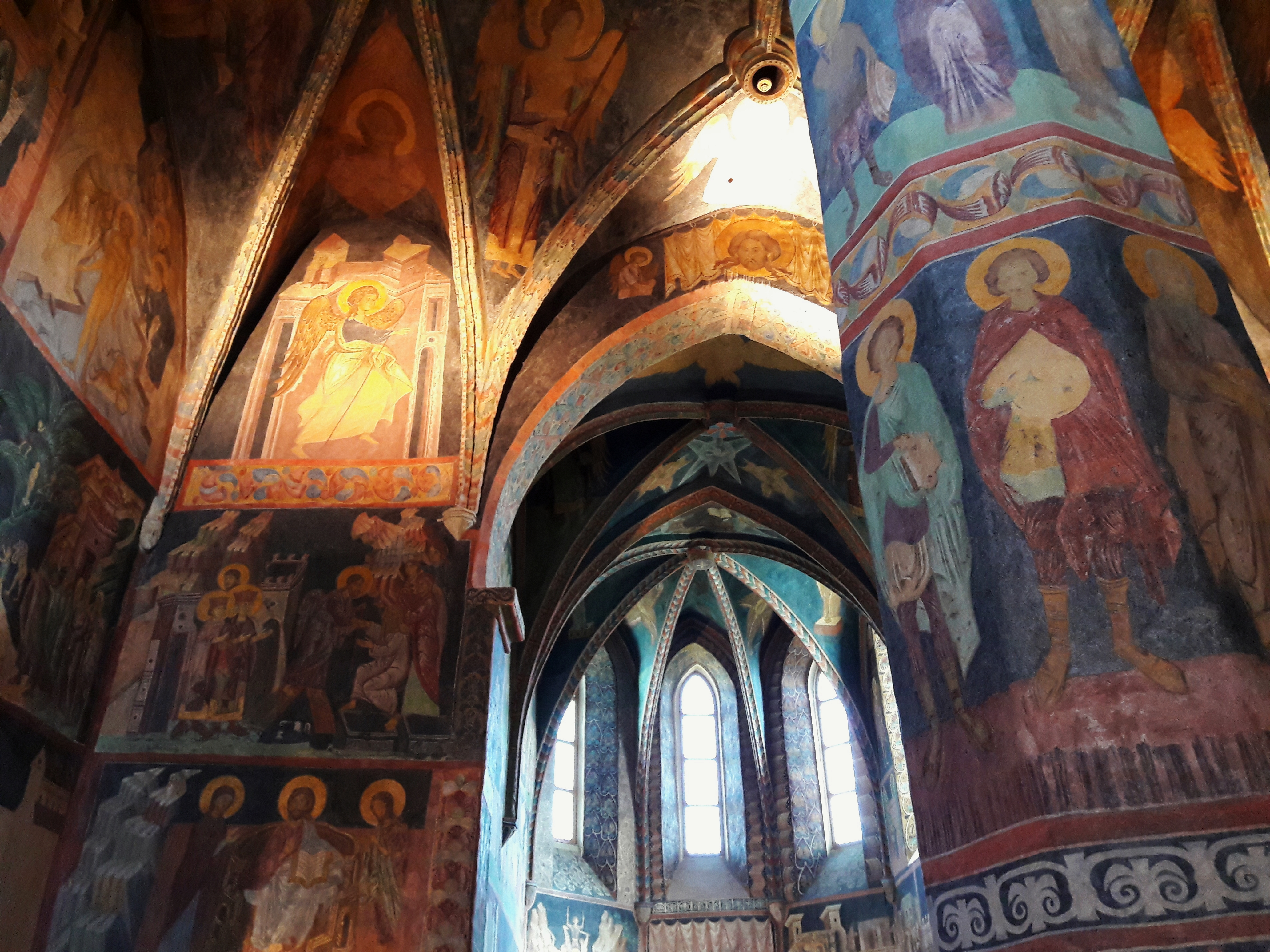
Kaplica Trójcy Świętej na Zamku Lubelskim
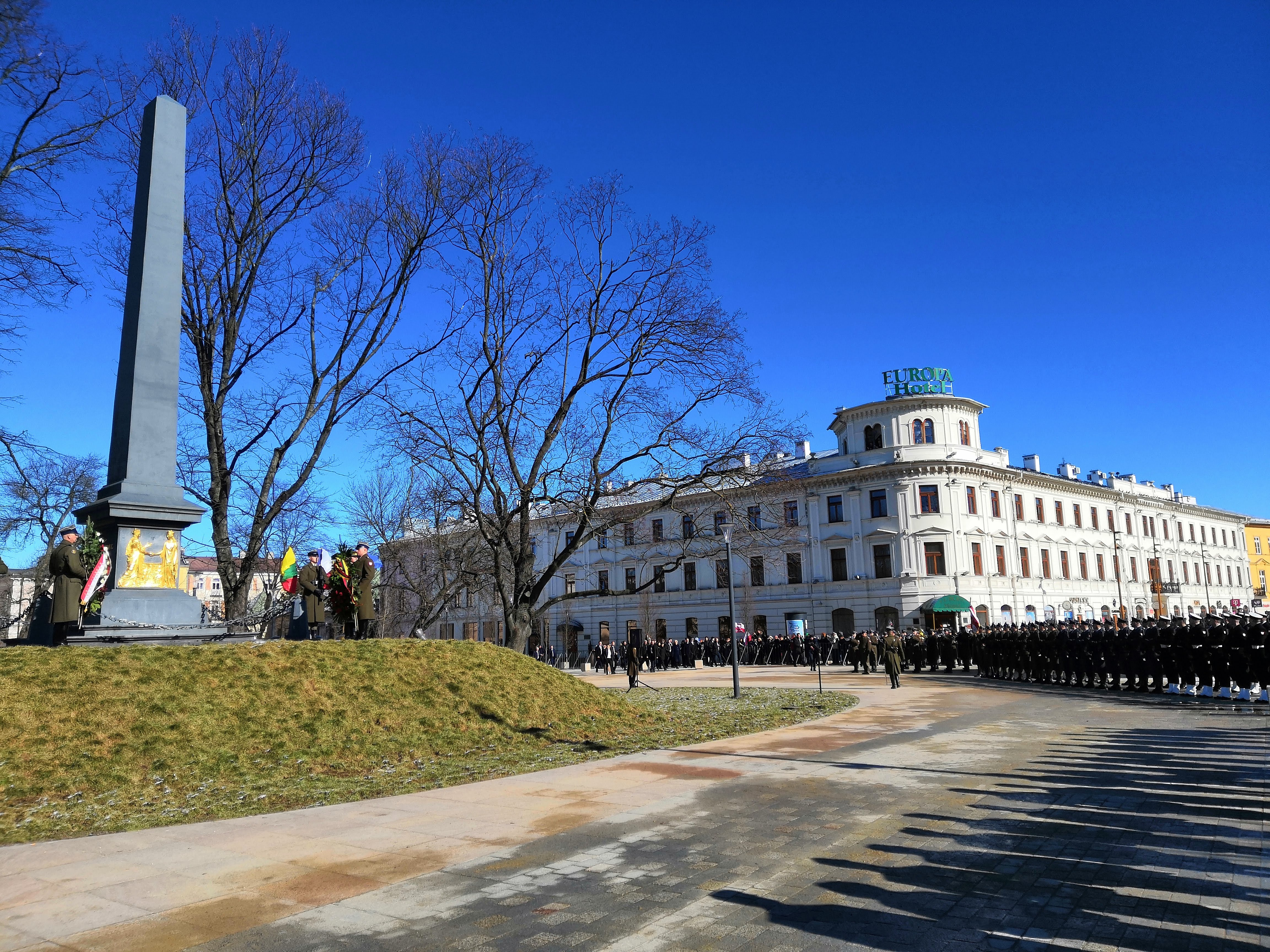
Pomnik Unii Lubelskiej na Placu Litewskim w Lublinie
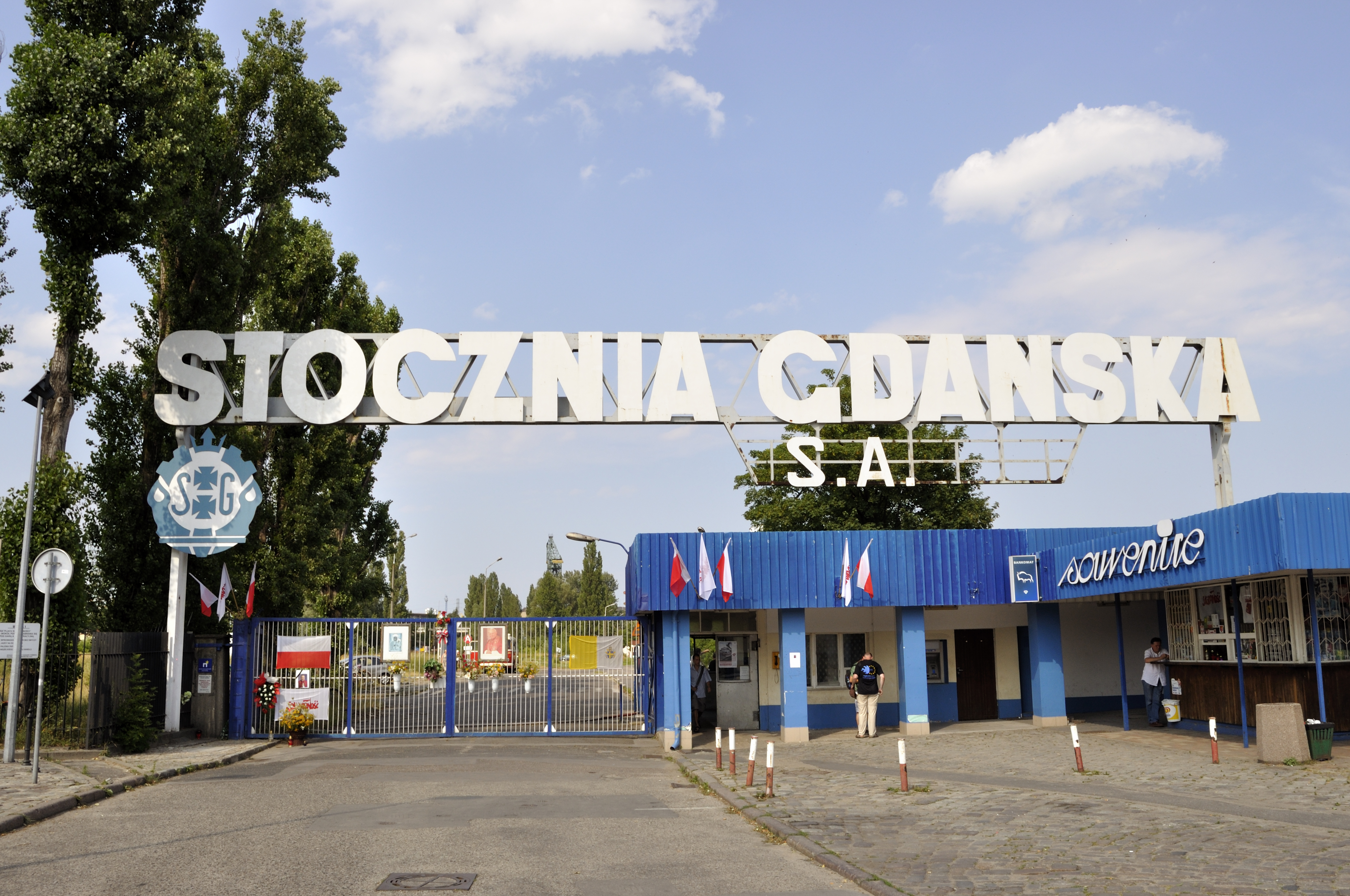
Historyczna brama Stoczni Gdańskiej
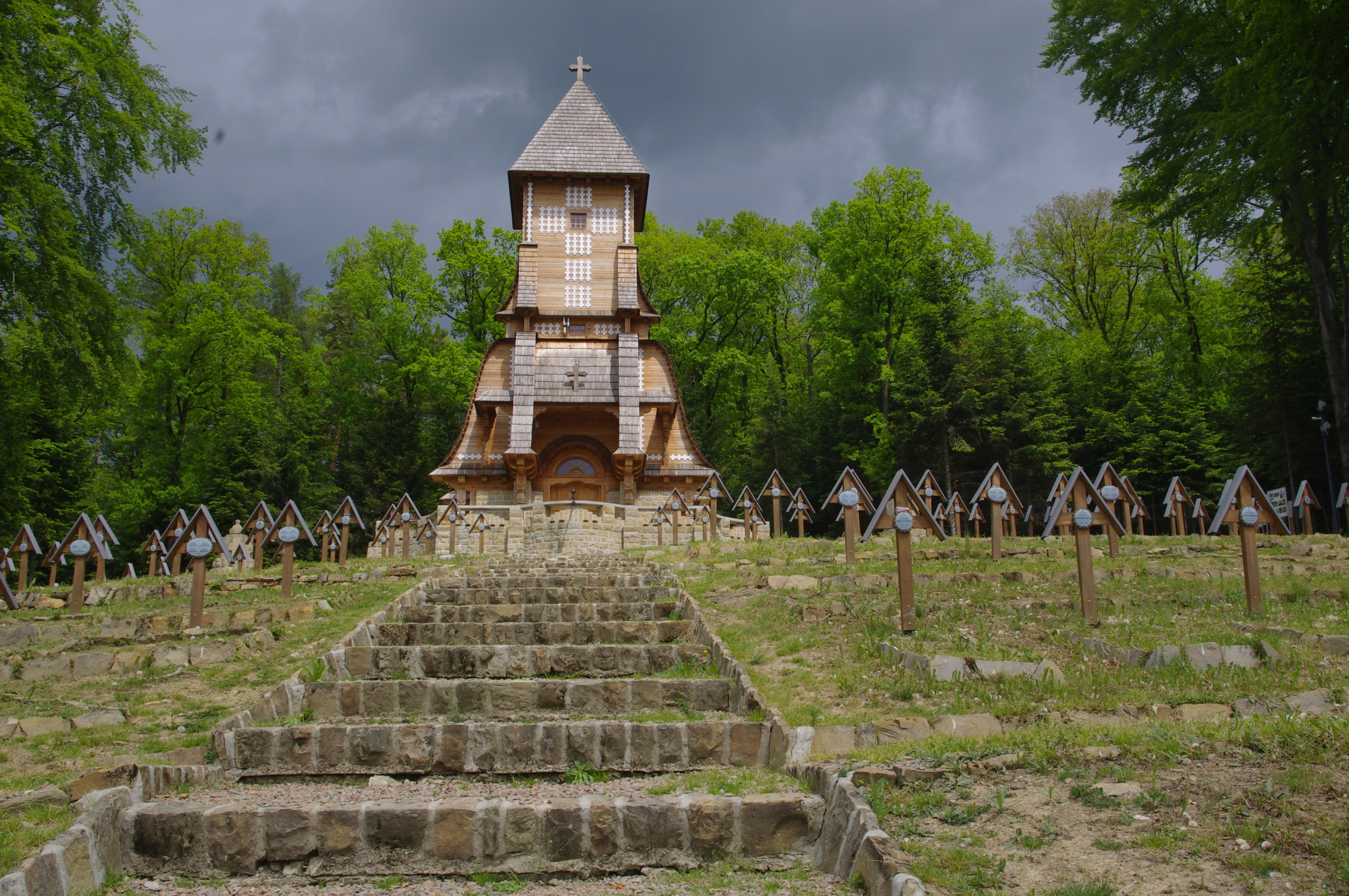
Cmentarz wojenny nr 123 – Łużna-Pustki
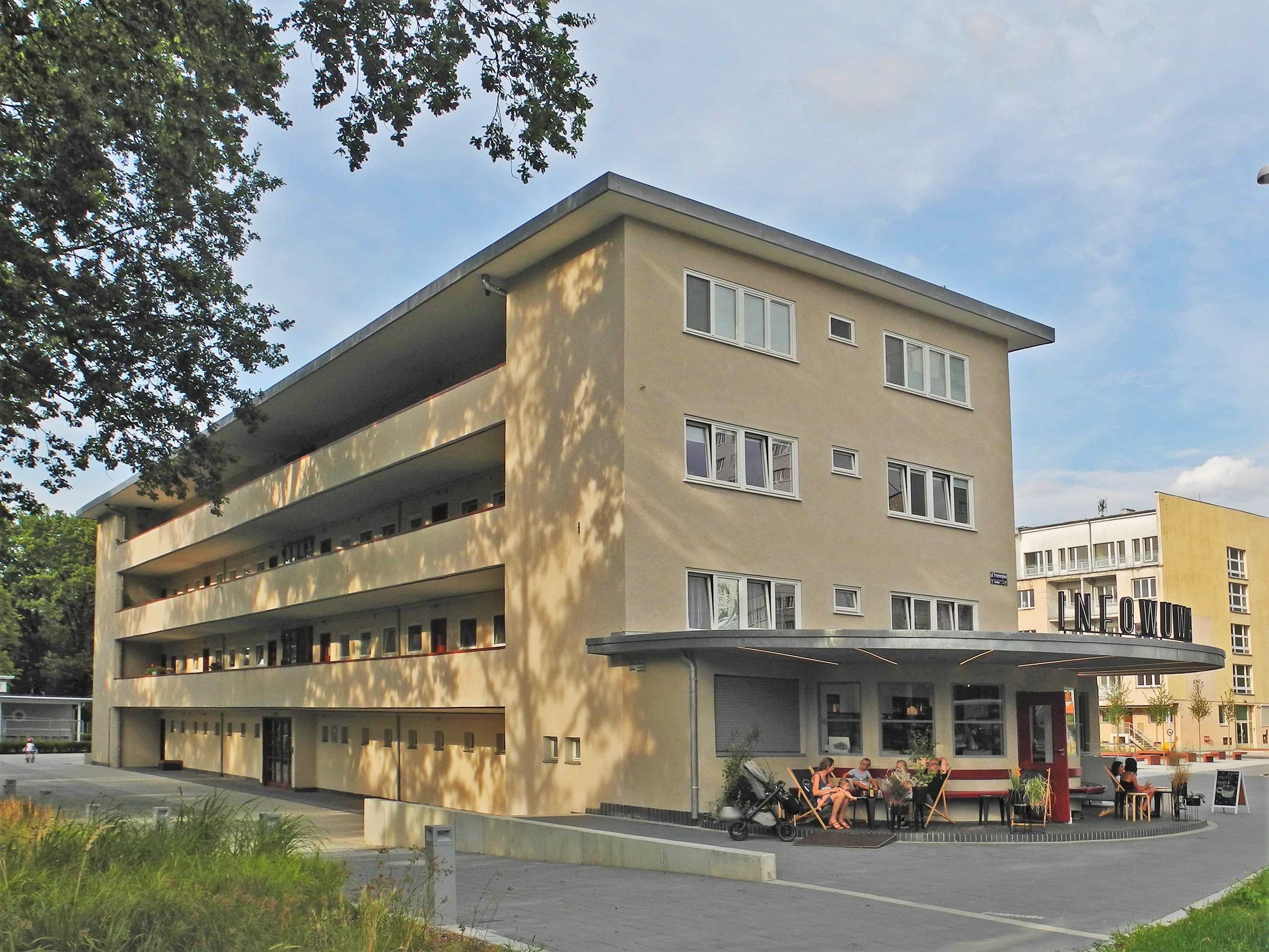
Jeden z budynków na Osiedlu WUWA